# Experimentelle Dichtung
Experimentelle Dichtung ist ein Sammelbegriff für all jene Formen der Dichtung, in denen mit der Sprache als Material gearbeitet wird. Dabei kann es sowohl um den Materialcharakter der Schrift, die Wechselwirkung von Schrift und Bild gehen (vgl. Visuelle Poesie) als auch um die klanglichen Qualitäten der Sprache wie etwa in der Lautpoesie. Auch Experimente mit den Kategorien von Inhalt und Form sowie Beschränkungen im Sinne von Oulipo gehören zur Experimentellen Dichtung.